# Zschorlauer Nachtigallen
Die Zschorlauer Nachtigallen waren eine Musikgruppe aus dem erzgebirgischen Zschorlau.

## Erste musikalische Schritte
Bereits 1921 traten bei einer Schulveranstaltung in Zschorlau, unter Leitung des Lehrers Albert Hänig drei junge Mädchen auf. Bereits zwei Jahre später fand ein erster öffentlicher Auftritt in Zschorlau als Quartett unter dem Namen „Albert-Hänig-Gruppe“ statt.

## Herkunft des Namens
Ein Lichtenauer Kantor verglich 1931 den Gesang des Quartettes mit dem Klang einer Nachtigall. Der Gesang sei so gut, innig, sauber und rein wie der des Singvogels. Der „Erzgebirgische Volksfreund“ übernahm den Namen Nachtigall in seinen Veröffentlichungen und so wurde der Name bekannt. Von 1932 an trat das Quartett dann unter dem Namen Zschorlauer Nachtigallen auf.

## Musikalischer Werdegang
Das Repertoire der Gruppe waren hauptsächlich Lieder des Volksdichters und Sängers des Erzgebirges, Anton Günther. Besonders bekannt ist die Gruppe für ihren durchgehend vierstimmigen Frauen-Chorsatzes. Bei der Übertragung der „Scheibenberger Adventsfeier“ setzte der Mitteldeutsche Rundfunk am 3. Dezember 1932 die Gruppe ein und bereits 1934 eröffneten sie die Krippenschau in Schwarzenberg. Bei der Firma Carl Lindström AG wird 1937 in Berlin eine Schallplatte mit zehn Titeln aufgenommen. Im gleichen Jahr gewannen sie das 1. Erzgebirgische Streitsingen. Während des Zweiten Weltkrieges traten die Künstler in Lazaretten und an der Westfront auf. Die Leitung der Gruppe hatte bis 1955 der 1957 verstorbene Albert Hänig. Eine Neuformierung der Gruppe erfolgte 1963 anlässlich der 750-Jahr-Feier ihrer Heimatgemeinde. Neu war die Begleitung durch vier Instrumentalisten unter der Leitung des Gitarristen und Zschorlauer Bürgermeisters Werner Leonhardt. Ab Oktober 1963 gehörte die Gruppe dem neugegründeten Erzgebirgsensemble Aue an, wodurch sie noch bekannter wurden. Es folgten viele Auftritte im In- und Ausland und zahlreiche Rundfunk- und Schallplattenproduktionen. Im September 1993 lösten sich die Zschorlauer Nachtigallen auf.